# Kirk Mitchell
Kirk John Mitchell (* 22. März 1950 in Pasadena, Kalifornien) ist ein US-amerikanischer Autor. Er beschäftigt sich vor allem mit Science-Fiction und Alternative History und schreibt Romane zu Filmen. Teilweise schreibt er auch unter dem Pseudonym Joel Norst.
Im deutschsprachigen Raum wurde er hauptsächlich durch seine Germanicus-Trilogie bekannt.

## Leben
Mitchell studierte an der University of Redlands Englische Literatur und machte seinen Abschluss magna cum laude. Bevor er sich mehr der Schriftstellerei zuwandte, absolvierte er zunächst eine Ausbildung an der San Bernardino County Sheriff’s Academy und diente danach eine Weile als Hilfssheriff in einem Indianerreservat im Osten der Sierra Nevada, wo er zusammen mit einigen Paiute, Shoshone, und Comanche auf Wüstenpatrouille ging. Diese Erfahrung löste ein anhaltendes Interesse an den Kulturen dieser Völker und an ihrem modernen Stammesleben aus. Er beendete seine Karriere in der Strafverfolgung im Rang eines SWAT Sergeant von Südkalifornien.
Seit 1983 ist er hauptberuflich als Schriftsteller tätig.

## Werke (manche unter seinem PseudonymJoel Norst)
- Germanicus Trilogy

1. Procurator. 1. Auflage. Ace (MM), 1984, ISBN 0-441-68029-1.
2. New Barbarians. 1. Auflage. Ace (MM), 1986, ISBN 0-441-57101-8.
3. Cry Republic. 1. Auflage. Ace (MM), 1989, ISBN 0-441-12389-9.

- (Joel Norst): Delta Force. A STAR, 1986, ISBN 0-352-31951-8.
- Never the Twain. Ace, 1987, ISBN 0-441-56973-0.
- (Joel Norst): Lethal Weapon. Bantam Doubleday Dell Publishing Group, 1987, ISBN 0-553-17495-9.
- (Joel Norst): Colors. Grafton Pubns Co, 1988, ISBN 0-586-20509-8.
- Black Dragon. Dell Publishing, 1988, ISBN 0-312-01774-X.
- (Joel Norst): Mississippi Burning – Die Wurzel des Hasses. Sphere Books, 1989, ISBN 0-7474-0566-2.
- With Siberia Comes a Chill. 1. Auflage. St. Martins Press, 1990, ISBN 0-312-05183-2.
- Backdraft. Berkley, 1991, ISBN 0-425-12879-2.
- Shadow on the Valley. 1. Auflage. St. Martins Press, 1994, ISBN 0-312-10542-8.
- Blown Away. 1994. Auflage. Avon Books (Mm), ISBN 0-380-77844-0.
- High Desert Malice. Avon Books (Mm), 1995, ISBN 0-380-77661-8.
- Deep Valley Malice. Avon Books (Mm), 1996, ISBN 0-380-77662-6.
- Fredericksburg: A Novel of the Irish At Marye's Heights. 1. Auflage. St. Martins Press, 1996, ISBN 0-312-13974-8.
- Cry Dance. Bantam, 2000, ISBN 0-553-57914-2.
- Spirit Sickness. Bantam, 2000, ISBN 0-553-57917-7.
- Ancient Ones. Bantam, 2001, ISBN 0-553-57914-2.
- Sky Woman Falling. Berkley, 2003, ISBN 0-425-19867-7.
- Dance of the Thunder Dogs. Berkley Publishing Group, 2004, ISBN 0-425-19836-7.

Auf Deutsch erschienen:
- (Joel Norst): Lethal weapon - zwei stahlharte Profis: das Buch zum Film. 1. Auflage. Bastei-Verlag Lübbe, 1987, ISBN 3-404-13118-5.
- Anno domini: A. D.: eine Geschichte über Triumph und Leidenschaft und von einer Liebe, die die Welt verändert hat; das Buch zur Fernseh-Serie. Hänssler, 1987, ISBN 3-7751-1187-5.
- (Joel Norst): Colors: Farben der Gewalt: der Roman zum Film. 1. Auflage. Goldmann, München 1988, ISBN 3-442-09340-6.
- (Joel Norst): Mississippi burning: Roman. 1. Auflage. Goldmann, 1989, ISBN 3-442-09556-5.
- Backdraft: Männer, die durchs Feuer gehen: der Roman zum Film. 1. Auflage. Bastei-Verlag Lübbe, 1991, ISBN 3-404-13378-1.
- Blown away: Roman zum Film. Goldmann, München 1994, ISBN 3-442-42875-0.
- Die Germanicus Trilogie

1. Procurator: Roman. 1. Auflage. Bastei-Verlag Lübbe, 1988, ISBN 3-404-23085-X.
2. Imperator: Roman. 1. Auflage. Bastei-Verlag Lübbe, 1989, ISBN 3-404-23090-6.
3. Liberator: Roman. 1. Auflage. Bastei-Verlag Lübbe, 1990, ISBN 3-404-23103-1.

- Germanicus: drei Romane in einem Band. 1. Auflage. Bastei-Verlag Lübbe, 1998, ISBN 3-404-23204-6.

## Auszeichnungen
Locus Poll Award
- 1985: 10. Platz in der Kategorie „First Novel“ für Procurator[3]
- 1988: 21. Platz in der Kategorie „Fantasy Novel“ für Never the Twain[4]

Edgar Award
- 1996: Nominierung für High Desert Malice[5][2]